# جهول‌خزندگان
جهول‌خزندگان (نام علمی: Jeholosauridae) نام یک تیره از فروراسته پرنده‌پایان است.